# Liste der Kulturgüter in Lüsslingen-Nennigkofen
Die Liste der Kulturgüter in Lüsslingen-Nennigkofen enthält alle Objekte in der Gemeinde Lüsslingen-Nennigkofen im Kanton Solothurn, die gemäss der Haager Konvention zum Schutz von Kulturgut bei bewaffneten Konflikten, dem Bundesgesetz vom 20. Juni 2014 über den Schutz der Kulturgüter bei bewaffneten Konflikten sowie der Verordnung vom 29. Oktober 2014 über den Schutz der Kulturgüter bei bewaffneten Konflikten unter Schutz stehen.
Objekte der Kategorie A sind im Gemeindegebiet nicht ausgewiesen, Objekte der Kategorie B sind vollständig in der Liste enthalten, Objekte der Kategorie C fehlen zurzeit (Stand: 1. Januar 2023).

## Kulturgüter
| Foto |                                                                                                  | Objekt                                                                | Kat. | Typ | Standort                                        | Beschreibung |
| ---- | ------------------------------------------------------------------------------------------------ | --------------------------------------------------------------------- | ---- | --- | ----------------------------------------------- | ------------ |
| ja   | Datei hochladen · Wikidata zu Reformierte Kirche (Q29880976)                                     | Reformierte Kirche KGS-Nr.: 04592                                     | B    | G   | Lüsslingen, Kirchgasse 83 604701 / 226340       |              |
| ja   | Datei hochladen · Wikidata zu Restaurant Bellevue mit Ökonomiegebäude (Q29880980)                | Restaurant Bellevue mit Ökonomiegebäude KGS-Nr.: 04593                | B    | G   | Lüsslingen, Bürenstrasse 60 605015 / 226864     |              |
| ja   | Datei hochladen · Wikidata zu Bürgerhaus (Q29880947)                                             | Bürgerhaus KGS-Nr.: 04613                                             | B    | G   | Nennigkofen, Ringstrasse 8, 8a 604149 / 225950  |              |
| BW   | Datei hochladen · Wikidata zu Bauernhaus mit Wohnstock (Q29880945)                               | Bauernhaus mit Wohnstock KGS-Nr.: 11179                               | B    | G   | Lüsslingen, Bürenstrasse 19 604869 / 226670     |              |
| ja   | Datei hochladen · Wikidata zu Wohnstock Weyeneth, Gasthof und Brunnen (Q29880986)                | Wohnstock Weyeneth, Gasthof und Brunnen KGS-Nr.: 11198                | B    | G   | Nennigkofen, Dorfstrasse 40, 41 604345 / 226120 |              |
| ja   | Datei hochladen · Wikidata zu Ehemalige Mühle (Q29880948)                                        | Ehemalige Mühle KGS-Nr.: 11199                                        | B    | G   | Nennigkofen, Mühleweg 62 604245 / 225525        |              |
| ja   | Datei hochladen · Wikidata zu Pfarrhaus mit Ofenhaus, Pfarrspeicher und Pfarrscheune (Q29880971) | Pfarrhaus mit Ofenhaus, Pfarrspeicher und Pfarrscheune KGS-Nr.: 13512 | B    | G   | Lüsslingen, Dorfstrasse 41 604759 / 226363      |              |
| ja   | Datei hochladen · Wikidata zu Altes Schulhaus (Q29880943)                                        | Altes Schulhaus KGS-Nr.: 13516                                        | B    | G   | Lüsslingen, Dorfstrasse 36 604695 / 226310      |              |
| ja   | Datei hochladen · Wikidata zu Gasthof Rössli (Q29880949)                                         | Gasthof Rössli KGS-Nr.: 13553                                         | B    | G   | Nennigkofen, Bürenstrasse 77 604244 / 226320    |              |
| ja   | Datei hochladen · Wikidata zu Schulhaus (Q29880982)                                              | Schulhaus KGS-Nr.: 13554                                              | B    | G   | Nennigkofen, Dorfstrasse 81 604210 / 226020     |              |
| ja   | Datei hochladen · Wikidata zu Wohnstock beim Mühlehof (Q29880985)                                | Wohnstock beim Mühlehof KGS-Nr.: 13555                                | B    | G   | Nennigkofen, Mühleweg 63 604243 / 225509        |              |